# Второй дивизион чемпионата мира по хоккею с шайбой 2026
Чемпионат мира по хоккею с шайбой 2026 года во II дивизионе — предстоящее спортивное соревнование по хоккею с шайбой под эгидой ИИХФ, которое пройдёт весной 2026 года: в группе А соревнования пройдут в городе Эль-Айн впервые в ОАЭ с 20 апреля по 26 апреля и в группе В в болгарской столице Софии с 6 апреля по 12 апреля.

## Регламент
- По итогам турнира в группе А: команда, занявшая первое место, получает право играть в первом дивизионе чемпионата мира 2027 года, а команда, занявшая последнее место, переходит в группу B второго дивизиона чемпионата мира 2027 года.
- По итогам турнира в группе B: команда, занявшая первое место, получает право играть в 2027 году в группе А, а команда, занявшая последнее место, перейдёт в группу A третьего дивизиона чемпионата мира 2027 года.

## Итоги турнира

### Группа A
- Сборная  вышла в группу В первого дивизиона 2027 года.
- Сборная  вылетела в группу В второго дивизиона 2027 года.

### Группа B
- Сборная  вышла в группу A второго дивизиона 2027 года.
- Сборная  вылетела в группу A третьего дивизиона 2027 года.

## Участвующие команды
В чемпионате примут участие 12 национальных команд — пять из Европы, пять — из Азии и две — из Океании.

### Группа А
| Сборная   | Квалификация                                                                 |
| --------- | ---------------------------------------------------------------------------- |
| Хорватия  | Заняла 6-е место в группе В первого дивизиона в 2025 году и вылетела оттуда  |
| Сербия    | Заняла 2-е место в группе A второго дивизиона в 2025 году.                   |
| ОАЭ       | Хозяева, заняла 3-е место в группе A второго дивизиона в 2025 году           |
| Бельгия   | Заняла 4-е место в группе A второго дивизиона в 2025 году                    |
| Австралия | Занял 5-е место в группе A второго дивизиона в 2025 году                     |
| Грузия    | Заняла 1-е место в группе B второго дивизиона и поднялась оттуда в 2025 году |

### Группа В
| Сборная        | Квалификация                                                                  |
| -------------- | ----------------------------------------------------------------------------- |
| Израиль        | Заняла 6-е место в группе A первого дивизиона в 2025 году.                    |
| Исландия       | Заняла 2-е место в группе B второго дивизиона в 2025 году                     |
| Новая Зеландия | Заняла 3-е место в группе B второго дивизиона в 2025 году                     |
| Болгария       | Хозяева, заняла 4-е место в группе B второго дивизиона в 2025 году            |
| Тайвань        | Заняла 5-е место в группе B второго дивизиона в 2025 году                     |
| Кыргызстан     | Заняла 1-е место в группе А третьего дивизиона и поднялась оттуда в 2025 году |